# Duhul lăzilor trup - Sculptorul Mircea Roman
Duhul lăzilor trup - Sculptorul Mircea Roman este un film românesc din 2013 regizat de Francisc Mraz. Rolurile principale au fost interpretate de actorii Mircea Roman.